# 유현 (교동애왕)
교동애왕 유현(膠東哀王 劉賢, ? ~ 기원전 107년)은 중국 전한의 제후왕으로, 교동왕이다. 교동강왕 유기의 아들이다.
교동나라의 태자이나, 어머니가 아버지의 사랑을 받지 못했고 아우 유경의 어머니가 아버지의 사랑을 받았기 때문에 유경에게 태자의 자리를 뺏길 수 있었다. 그러나 이미 회남왕 유안의 모반 사건에서 죄를 지은 아버지가 감히 계승 순서를 어기지 못했고, 결국 후사가 정해지지 않은 상태에서 교동강왕 28년(기원전 121년)에 아버지가 죽었다. 무제는 전말을 알자, 유현을 교동왕으로 삼아 아버지의 제사를 받들게 하고 유경은 따로 육안나라를 주어 왕노릇 하게 했다. 교동애왕 14년(기원전 107년)에 죽어 아들 교동대왕이 교동왕을 이었다.
교동강왕과 왕후 정씨(丁氏)의 사이에 아들이 없었기 때문에 애왕이 대신 뒤를 이은 것인데, 정씨와 애왕은 서로 사이가 나빴기 때문에 애왕이 즉위한 후 법률을 이용해 서로 배척하였다.

## 가계
- 교동강왕 유기
  - 교동애왕 유현
    - 교동대왕 유통평
    - 온수후 유안국